# Akbar Kalili
Akbar Kalili (persisch اكبر كليلي; * 1956; † 28. Februar 2018) war ein iranischer Skirennläufer.

## Karriere
Kalili vertrat den Iran 1976 bei den Olympischen Winterspielen in Innsbruck. Sein bestes Ergebnis erreichte er dabei mit Rang 58 in der Abfahrt.
Dies waren zugleich seine einzigen internationalen Wettkämpfe als Skirennläufer.

## Erfolge

### Olympische Winterspiele
- Innsbruck 1976: 56. Abfahrt, DSQ Riesenslalom, DSQ Slalom

### Weltmeisterschaften
- Innsbruck 1976: 56. Abfahrt, DSQ Riesenslalom, DSQ Slalom